# Surtees TS19
La  Surtees TS19 è una vettura di Formula 1 che venne utilizzata dalla scuderia inglese nelle  stagioni 1976, 1977 e 1978.

## Descrizione

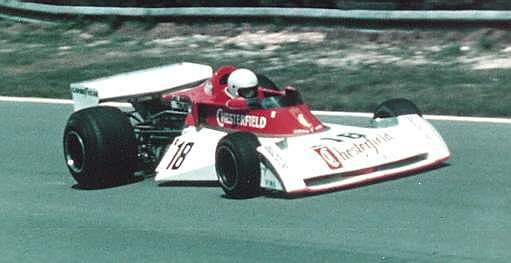
La Surtees TS19 di Lunger al GP di Gran Bretagna 1976

Progettata da John Surtees e Ken Sears, veniva spinta dal motore Ford Cosworth, montato su una monoscocca di alluminio, dotata di cambio Hewland FGA400 e pneumatici Goodyear fu capace di buoni risultati.
Esordì nel Gran Premio del Sud Africa con un undicesimo posto, guidata da Brett Lunger. Il 1 agosto 1976 la vettura con alla guida Lunger fu coinvolta al Nurburgring in un incidente con la Ferrari di Niki Lauda.
Nel 1976 ottenne un quarto posto (in Giappone) e due quinti con Alan Jones. L'australiano giunse secondo nella Race of Champions dello stesso anno. Nel 1977 ottenne un quarto, un quinto e un sesto posto, tutti con Vittorio Brambilla. Nel 1978, ormai poco competitiva, venne schierata nella prima parte dell stagione. Una TS19 venne usata dal team privato  Norev Racing, con Henri Pescarolo, per nove gare nel corso della stagione 1976.